# متخصص (فیلم ۱۹۹۵)
متخصص یا کارشناس (به انگلیسی: The Expert) یک فیلم اکشن آمریکایی محصول سال ۱۹۹۵، در مورد یک مربی سابق نیروهای ویژه که تصمیم می‌گیرد دقیقاً انتقام قاتل خواهرش جنی لومکس را پس از لغو حکم اعدام بگیرد. این فیلم توسط ریک آوری و ویلیام لوستیگ کارگردانی شده و از بازیگران این فیلم می‌توان به جف اسپیکمن، جیم وارنی و جیمز برولین اشاره کرد.